# برستون فليت
برستون فليت (بالإنجليزية: Preston Fleet)‏ هو شخصية أعمال أمريكي، ولد في 26 فبراير 1934، وتوفي في 31 يناير 1995.